# Strassoldo
Strassoldo is een plaats (frazione) in de Italiaanse gemeente Cervignano del Friuli.